# Der Kuhreigen
Der Kuhreigen ist ein „musikalisches Schauspiel in drei Aufzügen“ des Komponisten Wilhelm Kienzl (op. 85). Das Libretto verfasste Richard Batka frei nach der Novelle „Die kleine Blanchefleur“ von Rudolf Hans Bartsch. Ihre Uraufführung unter der Regie von Rainer Simons erlebte die Oper am 23. November 1911 in der Volksoper Wien.

## Handlung
1. Akt – Kasernenhof von St. Honoré in Paris
Die Schweizergarde exerziert unter Aufsicht von Unteroffizier Dursel. Bei der anschließend folgenden Pause singt der französische Unteroffizier Favart seinen Kameraden fröhliche Lieder, während diese schweigend essen und trinken. Favart erklärt darauf seinen französischen Kameraden, warum die Schweizergarde nicht mehr singt. In der Vergangenheit kam es immer wieder vor, dass Schweizer Soldaten an unheilbarem Heimweh erkrankten, wenn sie Lieder aus der Heimat, allen voran das „Lied vom Kuhreigen“, hörten oder selbst sangen. Darum ist es auch bei Todesstrafe verboten, das „Lied vom Kuhreigen“ zu singen, und deshalb singt die Schweizergarde aus Trotz gar nicht mehr.
Die Unteroffiziere Dursel und Favart geraten wegen der Kellnerin Doris in Streit. Primus Thaller versucht den Streit zu schlichten und macht seinem Landsmann Vorwürfe, sich deswegen so zu echauffieren. Nach Thallers Meinung sind die wenigsten Frauen es wert, sich ihretwegen seine Gefühle durcheinanderbringen zu lassen. In diesem Moment kommt ihr Kommandant, Marquis Massimelle zusammen mit seiner Ehefrau Blanchefleur durch das Lager. Als Thaller Blanchefleur sieht, verliebt er sich sofort in sie und beginnt ergriffen das „Lied vom Kuhreigen“ zu singen. Seine Kameraden sind erstaunt, beginnen aber dann, erst leise und einzeln, dann aber alle zusammen, laut ihr Lied aus der Heimat zu singen.
Der Geist der französischen Revolution hat bereits die Armee erreicht, nur die Schweizergarde steht noch treu zum Königshaus. Um ein Exempel zu statuieren, benachrichtigt Favart seinen wachthabenden Offizier, und Thaller, der sich freiwillig als schuldiger Anstifter zu erkennen gibt, wird verhaftet und abgeführt.
2. Akt – Das Schlafgemach von Ludwig XVI. in Versailles
Als das täglich Hofzeremoniell abgeschlossen ist, legt Marquis Massimelle seinem König noch das Todesurteil von Primus Thaller vor. Da dieser aber vor einiger Zeit Blanchefleur aus einer großen Gefahr rettete, gewährt der König ihr das Recht auf Begnadigung. Diese ist darüber begeistert, da sie sich nun endlich ihrem Retter von einst erkenntlich zeigen kann. Der Kommandant Massimelle beordert Thaller ins Schloss nach Versailles.
Bei einer Aussprache zwischen Blanchefleur und Thaller erfährt dieser, dass die Marquise einer Affäre mit ihm nicht abgeneigt wäre. Thaller will aber Blanchefleur heiraten, und da dies unmöglich ist, kehrt er zu seinen Kameraden zurück.
3. Akt – Speisesaal im Palais de Massimelle
Favart und einige seiner Kameraden haben sich den Aufständischen angeschlossen. Unter seiner Führung sind die Sansculotten in das Palais ihres Kommandanten eingedrungen. Bei der Durchsuchung finden sie Blanchefleur und verhaften sie. Primus Thaller, inzwischen zum Kapitän ernannt, kommt für ihre Rettung zu spät. Da erfährt er, dass Marquis Massimelle als Adeliger bereits guillotiniert worden und damit das Herz von Blanchefleur frei ist. Sofort sucht er seine besten Männer, um die Geliebte aus dem Revolutionsgefängnis zu befreien.
Verwandlung – Kellerraum des Temple
Hier warten alle Gefangenen, über die das Revolutionstribunal die Todesstrafe verhängt hat. Hier bietet man seinem Schicksal die Stirn und tanzt ein letztes Mal und lässt es sich, so weit möglich, gutgehen. Regelmäßig werden Namen aufgerufen und die Leute für die Guillotine abgeholt. Primus Thaller schafft es mit Unterstützung seiner Männer, zu Blanchefleur vorzudringen. Er teilt ihr mit, dass sie nun Witwe ist, und macht ihr einen Heiratsantrag. Sie ist gerührt, kann aber die Standesunterschiede nicht überwinden und lehnt ab. Die beiden tanzen zum Abschied ein Menuett, als Blanchefleurs Name aufgerufen wird. Sie nimmt Abschied von ihm und Thaller bleibt weinend zurück. Als einer der Royalisten ausruft „Mesdames, Messieurs, der Tanz geht weiter …“, fällt der Vorhang.